# William Prosser
William Lloyd Prosser (15 mars 1898 à New Albany dans l'Indiana et décédé le 21 mai 1972) fut le doyen de Boalt Hall de 1948 à 1961. Il est l'auteur de plusieurs éditions du Prosser on Torts (traité de droit de la responsabilité), universellement reconnu comme l'ouvrage de référence en la matière (11 éditions ont été publiées à ce jour).